# Decimus Iunius Paetus
Decimus Iunius Paetus war ein im 2. Jahrhundert n. Chr. lebender römischer Politiker.
Durch eine Inschrift ist belegt, dass ein Iunius Paetus um 142/143 prätorischer Statthalter (Legatus Augusti pro praetore) in der Provinz Lycia et Pamphylia war. Eine weitere Inschrift belegt, dass ein Decimus Iunius [Paetus?] 145 zusammen mit Gnaeus Cornelius Proculus Suffektkonsul war; die beiden Konsuln traten ihr Amt am 1. Mai des Jahres an.